# ウィリアム・ブラッドベリー
ウィリアム・バッチエルダー・ブラッドベリー（William Batchelder Bradbury,1816年10月6日 – 1868年1月7日）はアメリカの音楽家、賛美歌作家。「主われを愛す」の作曲家として有名。

## 生涯
1816年メーン州のヨーク生まれ。1830年にボストンに行ってサムナ・ヒルとローウェル・メイスンにピアノとオルガンを学んだ。1836年にメイスンによってマチアスの歌唱クラスの指揮者になった。1841年ニューヨークのバプテスト教会のオルガニストに就任して、歌唱クラスを開く。1848年から1851年まで州に留学する。帰国後は、ニューヨークで歌唱クラスの指導、唱歌教師の養成、歌集編集の出版等に全力を注いだ。1854年以降は、兄弟でピアノ製造業に携わった。生涯で出版した音楽書は60種類以上に上る。米国では、メイスンについで、ポピュラーな賛美歌作曲家である。1868年ニュージャージー州モントクレアで死去した。